# Hahn Kiun
Hahn Ki-un, né en 1925 à Séoul, est un pédagogue coréen. Il a reçu son éducation à l’école normale nationale de Keijo pendant 8 ans. Pour rétablir la souveraineté, il s’est déterminé à faire des études sur la pédagogie. Il est le premier à obtenir le diplôme de maîtrise et de doctorat de pédagogie. Depuis 1952, il a consacré son énergie à l’étude et l’éducation de la pédagogie pendant 38 ans à l'Université nationale de Séoul.
Le principe de son étude est connu dans le pays et à l’étranger comme le Foundationism.
Selon sa théorie, des efforts à harmoniser la tradition avec la réforme permet de former la personnalité. Elle met l’importance sur la modération et l’harmonie dans le cadre de l’éducation. 
Au début des années 1960, il a déjà mis l’importance sur l’enseignement de la compréhension internationale. Il passe à la pratique quand il occupe le poste de président de l’académie de l’éducation sociale.

## Distinction
- Prix de la culture asiatique de Fukuoka en 1995